# Montagnieu (Ain)
Montagnieu egy település Franciaországban, Ain megyében. Lakosainak száma 684 fő (2022. január 1.). Montagnieu Bénonces, Briord, Seillonnaz, Serrières-de-Briord és Bouvesse-Quirieu községekkel határos.

## Népesség
A település népességének változása:
| Lakosok száma | 306  | 372  | 356  | 461  | 561  | 598  | 622  | 647  | 651  | 684  |
|               | 1968 | 1982 | 1990 | 2006 | 2013 | 2015 | 2017 | 2019 | 2020 | 2022 |